# 克莱县 (南达科他州)
克萊縣（英語：Clay County）是美国南达科他州東南部的一個縣，南隔密苏里河與內布拉斯加州相望，面積1,079平方公里。根据2020年美國人口普查，共有人口14,967人。縣治弗米利恩（Vermillion）。該縣成立於1862年，縣名紀念代表肯塔基州的聯邦參議員、前美国国务卿亨利·克莱。